# Bedeciu
Bedeciu – wieś w Rumunii, w okręgu Kluż, w gminie Mănăstireni. W 2011 roku liczyła 515 mieszkańców.